# EPIC The Irish Emigration Museum

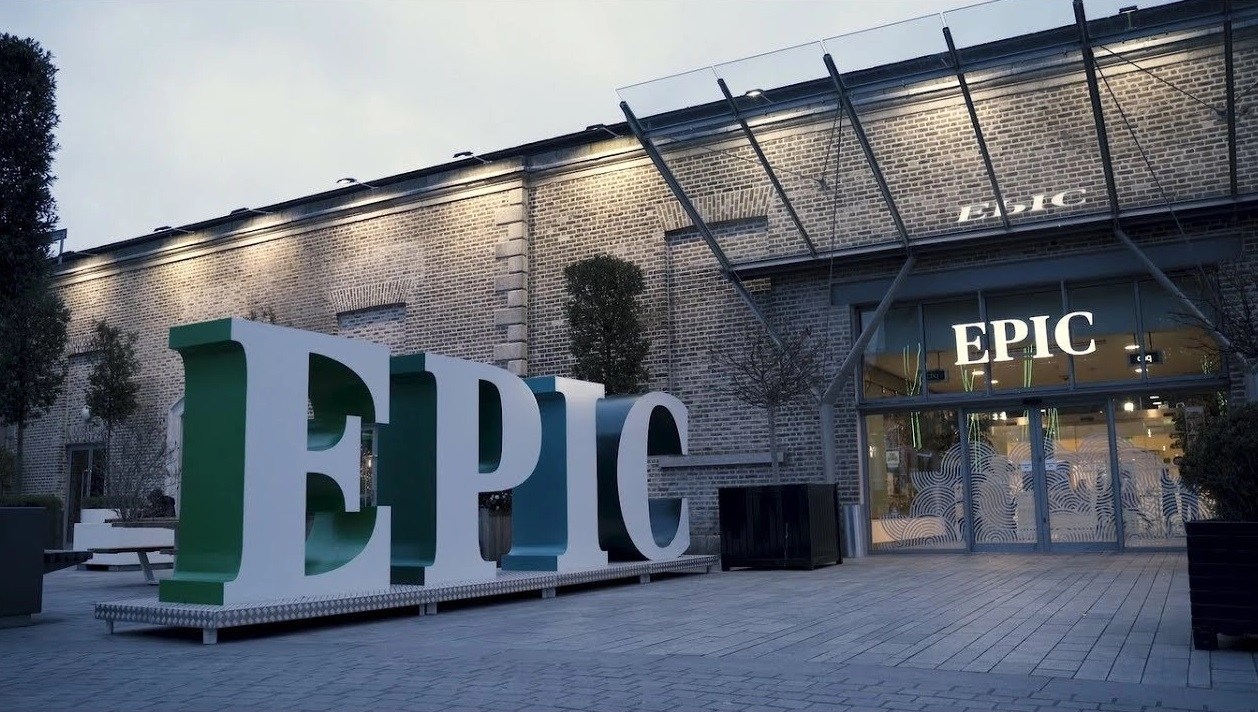
Ingang van het museum

EPIC The Irish Emigration Museum is een museum aan de Custom House Quay in het Ierse Dublin. Het museum in de Docklands werd in mei 2016 geopend en belicht de Ierse emigratie en de Ierse diaspora. Het museum is opgedeeld in twintig ruimtes met als overkoepelende thema's Migration (o.a. missionarissen en de Ierse hongersnood (1845-1850)), Motivation, Influence en Diaspora Today'.'